# François Tombalbaye
François Tombalbaye, né le 15 juin 1918 à Béssada (près de Koumra) et mort à N'Djaména le 13 avril 1975, est un homme d'État tchadien. Il est le premier président de la république du Tchad du 11 août 1960 à sa mort.
En 1973 il remplace son prénom par N'Garta (« le vrai chef »). Il meurt assassiné lors d'un coup d'État.

## Biographie
François Tombalbaye est de l'ethnie sara et originaire du Moyen-Chari. Il naît à Béssada, une sous-préfecture de la région du Mandoul au Tchad. 
Formé comme instituteur et de confession chrétienne protestante, François Tombalbaye est membre du Parti progressiste tchadien (PPT), section locale du RDA. Proche de la gauche française de la IVe République, il est élu conseiller territorial du Moyen-Chari en 1952 puis vice-président du Grand Conseil de l'Afrique-Équatoriale française (AEF) en 1957 via le statut de la loi-cadre Defferre de 1956.
Dès cette époque, il s'oppose au député antillais Gabriel Lisette. Les années qui précèdent l'indépendance sont celles où Tombalbaye consolide ses positions au sein du PPT. Il remplace ainsi son rival à la présidence du Conseil des ministres en mars 1959 puis en juin, investi par l'Assemblée nationale, dirige un Gouvernement d'union.
L'indépendance ayant été proclamée le 11 août 1960, il réussit à démettre Lisette de tous ses mandats en lui interdisant par télégramme de revenir au Tchad lors d'un voyage à l'étranger. De fait, il parvient à mettre en minorité son adversaire en s'appuyant sur les partis musulmans du Nord du Tchad qui avaient préféré Tombalbaye à Gabriel Lisette considéré comme un étranger. Il est le premier chef de l'État tchadien,.
Élu président de la République en 1962, le PPT proclamé parti unique, il commence peu à peu à cumuler les fonctions : chef de gouvernement, puis après 1966, dirige lui-même plusieurs ministères.
En 1968, l'insurrection armée des régions de l'Est et du Nord, islamistes (donc opposées aux sudistes chrétiens), oblige la France à envoyer des troupes contre le Frolinat. La dérive autoritaire de Tombalbaye, déjà notable, s'accentue après cette date.
Réélu en juin 1969, il accapare tous les pouvoirs régaliens de l'État. Déjouant une tentative de coup d'État en 1971 (orchestrée par la Libye), il se lance, comme Mobutu au Zaïre, dans une violente campagne d'« authenticité » africaine (changement des prénoms empruntés de l'Occident aux prénoms d'origine africaine et tchadienne, lui-même passant de François à Ngarta, Fort-Lamy et Fort-Archambault deviennent respectivement N'Djaména et Sarh, exaltation du yondo, l'initiation culturelle systématique des jeunes garçons saras, etc.).
En 1972, il rompt avec la France et avec Israël ; il renoue les relations avec le Soudan et avec la Libye, pour qu'ils cessent alors d'aider le Frolinat ; dans le même temps, il se tourne vers les États-Unis dans le cadre de la recherche pétrolière au Tchad. En décembre 1972, il accepte l'occupation de la bande d'Aozou par la Libye en échange de l'arrêt du soutien au Frolinat. Six mois plus tard, les troupes libyennes investissent la région et ses principales villes, et créent une base aérienne près de l'oasis d'Aouzou.

Tout le long du début des années 1970. Tombalbaye critique les performances médiocres de l'Armée nationale tchadienne dans la guerre civile, cela irrite le corps des officiers et dissipe leurs loyautés. Il pratique de fréquentes purges et remaniements. En mars 1975, Tombalbaye ordonne l'arrestation de plusieurs officiers supérieurs, comme suspects dans une tentative de putsch.

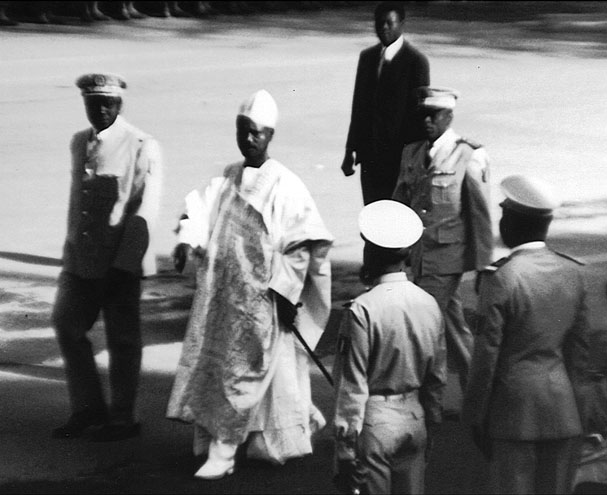
Le président Tombalbaye défilant lors du 10e anniversaire de l'indépendance (1970).

Le 13 avril 1975, plusieurs unités de la gendarmerie de N'Djamena, agissant sous la direction initiale de jeunes officiers, fomentent un coup d'État, l'un des motifs de celui-ci est la reculade devant la Libye. François Tombalbaye est assassiné lorsque les insurgés prennent d'assaut le palais présidentiel. Blessé, il succombe à des blessures par balle. Le 15, l'ancien commandant de l'Armée nationale tchadienne, Félix Malloum, qui avait été arrêté en mars, est nommé président par un conseil militaire,. Malloum dénonce aussitôt le traité signé par son prédécesseur avec la Libye et reprend le soutien aux rebelles libyens opérant depuis le Tchad.

## Gouvernement de François Tombalbaye
Après la proclamation de l'indépendance, Ngarta Tombalbaye devient le premier président de la République du Tchad. Il forme son premier gouvernement le 24 août 1960, constitué de quinze membres, dont voici la liste :
- François Tombalbaye : président de la République, chef de l'État, président du Conseil des ministres et ministre de la Défense nationale ;
- Pierre Toura Gaba: ministre des Affaires étrangères ;
- Baba Hassane : ministre de l'Économie et du Commerce ;
- Ahmed Mangué : ministre de l'Éducation nationale ;
- Adoum Tchéré : ministre de l'Agriculture ;
- Khéiro Toma : ministre des Travaux publics et de la Communication ;
- Djibrine Kerallah : ministre de la Justice ;
- Ahmed Kotoko : ministre des Finances et du Plan ;
- Djibrine Paul : ministre de la Fonction publique ;
- Abbo Nassour : ministre de l'Intérieur ;
- Roberta Delsia : ministre des Affaires sociales ;
- Hassane Baguery : ministre de l'Élevage ;
- Ngangtar Maurice : ministre du Tourisme, des Eaux et des Forêts ;
- Mahamat Abdelkerim : secrétaire d'État à la Défense nationale ;
- Ali Kosso : secrétaire d'État aux Finances et au Plan ;
- Hassan Gogo : secrétaire d'État à l'Intérieur.

## Distinctions et décorations
- Grand-croix de l'ordre national du Dahomey (1963)[16].

#### Documentaire
[radio] Francois Ngarta Tombalbaye, émission « Archives d'Afrique » présenté par Alain Foka sur Radio France Internationale (RFI), mai 2020

#### Ressources générales
- (en) Analyse sur l'histoire du Tchad, Bibliothèque du Congrès.
- Notices d'autorité :   - VIAF
  - ISNI
  - BnF (données)
  - IdRef
  - LCCN
  - GND
  - Pays-Bas
  - NUKAT